# Daniel Ozmo
Daniel Ozmo (ur. 14 marca 1912 w Olovie, zm. 1942 w Jasenovacu) – bośniacki i jugosłowiański malarz i grafik, pochodzenia żydowskiego.

## Życiorys
Pochodził z ubogiej rodziny żydowskiej, był jednym z ośmiorga dzieci Chaima Ozmo i Lenki. Dzieciństwo i młodość spędził w Sarajewie, gdzie uczył się w gimnazjum. W latach 1930–1934 kształcił się w Szkole Sztuk Pięknych w Belgradzie, w klasie Ljuby Ivanovicia. Po powrocie do Sarajewa przez dwa lata pozostawał bez pracy, w 1936 otrzymał posadę nauczyciela rysunku w I męskim gimnazjum. Zwolniony we wrześniu 1937 jako podejrzany o prowadzenie działalności komunistycznej. Do końca życia pozostał bez stałego zajęcia. Należał do grona założycieli grupy artystycznej Mladost, w latach 1939-1940 związany z grupą Collegium Artisticum. W latach 1935–1941 kilkakrotnie wystawiał swoje prace w Sarajewie, współpracując z Ismetem Mujezinoviciem i Vojo Dimitrijeviciem. W 1941 aresztowany i osadzony w obozie w Jasenovacu, a w 1942 rozstrzelany.

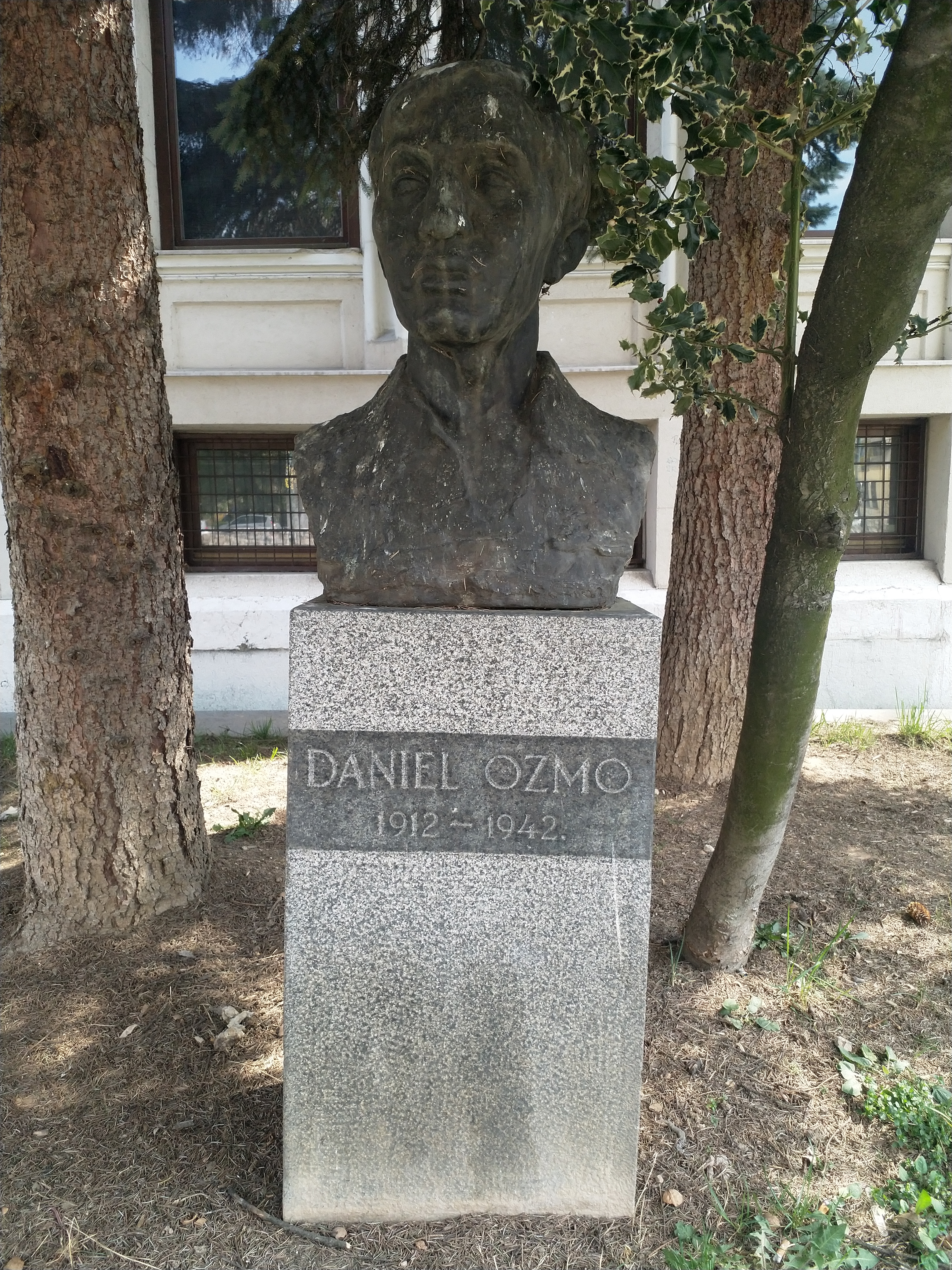
Popiersie Daniela Ozmo w Sarajewie

## Twórczość
W latach 1934–1942 Ozmo tworzył obrazy olejne i akwarele, zajmował się także grafiką i rzeźbą. Niewielka część jego dorobku artystycznego przetrwała okres wojny, głównie obrazy olejne. Malował w stylu realizmu poetyckiego, dokumentując życie robotników, którym towarzyszył w pracy. W 1937 namalował Autoportret, uznawany za jedno z najciekawszych osiągnięć artystycznych sztuki jugosłowiańskiej okresu międzywojennego.